# Zbigniew Włosowicz
Zbigniew Maria Włosowicz (ur. 3 maja 1955 w Krakowie) – polski prawnik, dyplomata, w latach 1993–1997 ambasador przy Organizacji Narodów Zjednoczonych, w latach 2010–2012 podsekretarz stanu w Ministerstwie Obrony Narodowej, w latach 2013–2015 zastępca szefa Biura Bezpieczeństwa Narodowego.

## Życiorys
Ukończył studia na Wydziale Prawa i Administracji Uniwersytetu Jagiellońskiego. Posiada stopień doktora nauk prawnych. Przez wiele lat pracował na macierzystym wydziale jako wykładowca. Specjalizuje się w prawie publicznym międzynarodowym, zwłaszcza w prawie dyplomatycznym.
Od 1990 pracuje w dyplomacji. Przez kilka lat był pracownikiem Stałego Przedstawicielstwa RP przy ONZ w Nowym Jorku, gdzie pełnił funkcje I sekretarza (1990–1991) i zastępcy Stałego Przedstawiciela (1991–1993), a w latach 1993–1997 pełnił funkcję ambasadora przy Organizacji Narodów Zjednoczonych, w tym w latach 1996–1997 reprezentował Polskę w Radzie Bezpieczeństwa ONZ. Od 1998 do 2000 był specjalnym doradcą do spraw międzyrządowych w Programie Rozwoju ONZ, a następnie specjalnym przedstawicielem sekretarza generalnego ONZ i szefem UNFICYP (sił pokojowych ONZ stacjonujących na Cyprze) (2000–2005).
W latach 2006–2007 zajmował stanowisko dziekana Wydziału Stosunków Międzynarodowych Wyższej Szkoły Administracji w Bielsku-Białej, do włączenia wydziału do Wydziału Nauk Społecznych (następnie Wydział Nauk Humanistycznych i Studiów Międzynarodowych). Od 2008 wykładał w Wyższej Szkole Europejskiej im. ks. Józefa Tischnera, a w latach 2009–2010 ponownie w Wyższej Szkole Administracji w Bielsku-Białej.
8 czerwca 2010 powołany na stanowisko podsekretarza stanu ds. międzynarodowych w Ministerstwie Obrony Narodowej. 21 sierpnia 2012 został odwołany z tego stanowiska. 1 lutego 2013 powołany na stanowisko zastępcy szefa BBN. Przestał pełnić tę funkcję w sierpniu 2015.

## Odznaczenia
- Krzyż Kawalerski Orderu Odrodzenia Polski – 2015[5]
- Złoty Krzyż Zasługi – 1996[6]
- Złoty Medal „Za zasługi dla obronności kraju” – 2012[3]